# Ilione truqui
Ilione truqui är en tvåvingeart som först beskrevs av Camillo Rondani 1863.  Ilione truqui ingår i släktet Ilione och familjen kärrflugor.
Artens utbredningsområde är Syrien. Inga underarter finns listade i Catalogue of Life.